# Journal of Nonlinear Mathematical Physics
Journal of Nonlinear Mathematical Physics is een internationaal, aan collegiale toetsing onderworpen wetenschappelijk tijdschrift op het gebied van de mathematische fysica.
De naam wordt in literatuurverwijzingen meestal afgekort tot J. Nonlinear Math. Phys.
Het wordt uitgegeven door World Scientific.